# Веллі-Ранч (Каліфорнія)
Веллі-Ранч (англ. Valley Ranch) — переписна місцевість (CDP) в США, в окрузі Плумас штату Каліфорнія. Населення — 128 осіб (2020).

## Географія
Веллі-Ранч розташоване за координатами 39°44′25″ пн. ш. 120°33′54″ зх. д. / 39.74028° пн. ш. 120.56500° зх. д. (39.740342, -120.564895).  За даними Бюро перепису населення США в 2010 році переписна місцевість мала площу 2,95 км², уся площа — суходіл.

## Демографія
Згідно з переписом 2010 року, у переписній місцевості мешкало 109 осіб у 58 домогосподарствах у складі 43 родин. Густота населення становила 37 осіб/км².  Було 82 помешкання (28/км²).
Расовий склад населення:
| - 98,2 % — білих |

До двох чи більше рас належало 0,9 %. Частка іспаномовних становила 1,8 % від усіх жителів.
За віковим діапазоном населення розподілялося таким чином: 4,6 % — особи молодші 18 років, 50,4 % — особи у віці 18—64 років, 45,0 % — особи у віці 65 років та старші. Медіана віку мешканця становила 63,8 року. На 100 осіб жіночої статі у переписній місцевості припадало 101,9 чоловіків;  на 100 жінок у віці від 18 років та старших — 92,6 чоловіків також старших 18 років.
Середній дохід на одне домашнє господарство  становив 125 823 долари США (медіана — 118 750), а середній дохід на одну сім'ю — 125 823 долари (медіана — 118 750). 
Цивільне працевлаштоване населення становило 6 осіб. Основні галузі зайнятості: сільське господарство, лісництво, риболовля — 100,0 %.